# Pietro Brambilla
Pietro Brambilla (Trieste, 11 novembre 1835 – Milano, 28 maggio 1900) è stato un politico e banchiere italiano.
Fu senatore del Regno d'Italia dalla XVII legislatura.
È stato sposato con Vittoria Manzoni, nipote del celebre poeta e scrittore Alessandro Manzoni.